# فرانسوا لاكومب
فرانسوا لاكومب هو لاعب هوكي الجليد كندي، ولد في 24 فبراير 1948 في مونتريال في كندا.

## وصلات خارجية
- فرانسوا لاكومب على موقع قاعة مشاهير الهوكي (لاعب أن.إتش.أل) (الإنجليزية)
- فرانسوا لاكومب على موقع EliteProspects.com (الإنجليزية)
- فرانسوا لاكومب على موقع HockeyDB.com (الإنجليزية)
- فرانسوا لاكومب على موقع Hockey-Reference.com (الإنجليزية)